# Thaumasia rubrosignata
Thaumasia rubrosignata is een spinnensoort in de taxonomische indeling van de kraamwebspinnen (Pisauridae).
Het dier behoort tot het geslacht Thaumasia. De wetenschappelijke naam van de soort werd voor het eerst geldig gepubliceerd in 1943 door Cândido Firmino de Mello-Leitão.